# Lodewijk II van Chalon-Arlay
Lodewijk van Chalon-Arlay (ca. 1388 – 3 december 1463), bijgenaamd de Goede, was heer van Arlay en prins van Orange.
Hij was een zoon van Jan III van Chalon en Marie van Baux.
Lodewijk was een ambitieus man. Hij probeerde de Dauphiné onder zijn gezag te brengen, maar dat mislukte. Wel wist hij zijn gebieden in oostelijke richting uit te breiden van Neuchâtel tot Lausanne. In zijn pogingen om zijn macht verder uit te breiden betuigde hij de ene keer zijn loyaliteit aan de Franse koning, de andere keer weer aan de Duitse keizer of de hertog van Bourgondië. Maar dit leidde ertoe dat hij door niemand echt vertrouwd werd. Lodewijk was ook actief in de Nederlanden: in 1425 diende hij als legeraanvoerder onder Filips de Goede, toen die hertog Jan IV van Brabant ondersteunde.
Ook wordt Lodewijk verschillende keren als graaf van Genevois genoemd, een titel waarop hij op basis van de erfenis van zijn moeder aanspraken maakte. Het lukte hem echter niet om het graafschap Genevois na de dood van graaf Amadeus VIII van Savoye oftewel tegenpaus Felix V ook daadwerkelijk in bezit te krijgen. Na een ingewikkelde en langdurige strijd besloot de Duitse keizer dat het graafschap Genevois in het bezit van het huis Savoye bleef.
In zijn testament bepaalde Lodewijk dat de kinderen uit zijn tweede huwelijk voorrang hadden op de kinderen uit zijn eerste huwelijk; dit leidde na zijn dood tot een jarenlange strijd tussen zijn kinden en hun nazaten.
Lodewijk huwde tweemaal:
1. Johanna van Montfaucon (-1445), dochter van graaf Hendrik II van Montbéliard en Maria van Châtillon.
2. Eleonore van Armagnac, dochter van graaf Jan IV van Armagnac en Isabelle van Navarra.

Zijn zoon Willem van Chalon-Arlay, uit zijn eerste huwelijk, volgde hem op als prins van Oranje.

## Voorouders
| Voorouders van Lodewijk II van Chalon-Arlay | Voorouders van Lodewijk II van Chalon-Arlay                             | Voorouders van Lodewijk II van Chalon-Arlay                             | Voorouders van Lodewijk II van Chalon-Arlay                             | Voorouders van Lodewijk II van Chalon-Arlay                             | Voorouders van Lodewijk II van Chalon-Arlay                                           | Voorouders van Lodewijk II van Chalon-Arlay                                           | Voorouders van Lodewijk II van Chalon-Arlay                                           | Voorouders van Lodewijk II van Chalon-Arlay                                           |
| ------------------------------------------- | ----------------------------------------------------------------------- | ----------------------------------------------------------------------- | ----------------------------------------------------------------------- | ----------------------------------------------------------------------- | ------------------------------------------------------------------------------------- | ------------------------------------------------------------------------------------- | ------------------------------------------------------------------------------------- | ------------------------------------------------------------------------------------- |
| Overgrootouders                             | Jan II van Chalon-Arlay (1312-1362) ∞ Margaretha van Mello (1310-1350)  | Jan II van Chalon-Arlay (1312-1362) ∞ Margaretha van Mello (1310-1350)  | Filips III van Vienne (1310-1370) ∞ Hugette van Neublans (1315-1359)    | Filips III van Vienne (1310-1370) ∞ Hugette van Neublans (1315-1359)    | Raymond IV van Baux (1280-1345) ∞ Anna van La Tour du Pin (1285-1360)                 | Raymond IV van Baux (1280-1345) ∞ Anna van La Tour du Pin (1285-1360)                 | Amadeus III van Genéve (1311-1367) ∞ Mathilde van Auvergne (1320-)                    | Amadeus III van Genéve (1311-1367) ∞ Mathilde van Auvergne (1320-)                    |
| Grootouders                                 | Lodewijk I van Chalon-Arlay (1342-1432) ∞ Margaritha van Vienne (-1415) | Lodewijk I van Chalon-Arlay (1342-1432) ∞ Margaritha van Vienne (-1415) | Lodewijk I van Chalon-Arlay (1342-1432) ∞ Margaritha van Vienne (-1415) | Lodewijk I van Chalon-Arlay (1342-1432) ∞ Margaritha van Vienne (-1415) | Raymond V van Les Baux, prins van Orange (1320-1393) ∞ Johanna van Genéve (1340-1370) | Raymond V van Les Baux, prins van Orange (1320-1393) ∞ Johanna van Genéve (1340-1370) | Raymond V van Les Baux, prins van Orange (1320-1393) ∞ Johanna van Genéve (1340-1370) | Raymond V van Les Baux, prins van Orange (1320-1393) ∞ Johanna van Genéve (1340-1370) |
| Ouders                                      | Jan III van Chalon-Arlay (-1418) ∞ Marie van Baux (-)                   | Jan III van Chalon-Arlay (-1418) ∞ Marie van Baux (-)                   | Jan III van Chalon-Arlay (-1418) ∞ Marie van Baux (-)                   | Jan III van Chalon-Arlay (-1418) ∞ Marie van Baux (-)                   | Jan III van Chalon-Arlay (-1418) ∞ Marie van Baux (-)                                 | Jan III van Chalon-Arlay (-1418) ∞ Marie van Baux (-)                                 | Jan III van Chalon-Arlay (-1418) ∞ Marie van Baux (-)                                 | Jan III van Chalon-Arlay (-1418) ∞ Marie van Baux (-)                                 |
| Lodewijk II van Chalon-Arlay (1388-1464)    |                                                                         |                                                                         |                                                                         |                                                                         |                                                                                       |                                                                                       |                                                                                       |                                                                                       |